# Alexander Gerndt
Alexander Clas Robin Gerndt (Visby, 14 de julio de 1986) es un exfutbolista sueco que jugaba como delantero. Desde julio de 2024 es entrenador de delanteros del equipo sub-21 del F. C. Lugano.

## Clubes
| Club                | País         | Año       |
| ------------------- | ------------ | --------- |
| FC Gute             | Suecia       | 2004-2006 |
| AIK Solna           | Suecia       | 2007-2008 |
| IK Sirius Fotboll   | Suecia       | 2008      |
| Gefle IF            | Suecia       | 2008-2010 |
| Helsingborgs IF     | Suecia       | 2010-2011 |
| F. C. Utrecht       | Países Bajos | 2011-2013 |
| B. S. C. Young Boys | Suiza        | 2013-2017 |
| F. C. Lugano        | Suiza        | 2017-2021 |
| F. C. Thun          | Suiza        | 2021-2022 |
| F. C. Lugano "II"   | Suiza        | 2023-2024 |

## Palmarés

### Títulos nacionales
| Título              | Club            | País   | Año  |
| ------------------- | --------------- | ------ | ---- |
| Copa de Suecia      | Helsingborgs IF | Suecia | 2010 |
| Supercopa de Suecia | Helsingborgs IF | Suecia | 2011 |